# Меммии
Ме́ммии (лат. Memmii) — римский плебейский род, происходящий предположительно из земель вольсков в Лации. Вели своё происхождение от Мнесфея, спутника Энея. Самый ранний представитель рода, фигурирующий в сохранившихся источниках — Гай Меммий, плебейский эдил приблизительно в 213 году до н. э. В дальнейшем Меммии поднимались в своей карьере до претуры, а в 34 году до н. э. впервые достигли консулата. В источниках упоминаются:
- Луций Меммий (умер после 110 года до н. э.), сенатор, предположительно занимавший должность претора до 112 года до н. э.;
- Гай Меммий (умер в 100 году до н. э.), народный трибун 111 года до н. э.;
- Луций Меммий (умер после 90 года до н. э.), народный трибун 89 года до н. э.;
- Гай Меммий (до 104 — 75 год до н. э.), квестор 76 года до н. э., участник Серторианской войны, предполагаемый отец народного трибуна 54 года до н. э.;
- Публий Меммий (умер после 69 года до н. э.), один из десяти свидетелей в суде рекуператоров по делу Авла Цецины Севера[3] в 69 или 68 году до н. э.[4][5]. Возможно, приходился братом претору 58 года до н. э.[4];
- Гай Меммий (98—49/46 до н. э.), народный трибун 66 года до н. э., претор 58 года до н. э. Согласно гипотезе Фридриха Мюнцера[4], мог приходиться братом предыдущему;
- Гай Меммий (71 — после 30 гг. до н. э.), консул-суффект 34 года до н. э., единственный сын предыдущего;
- Публий Меммий Регул — консул-суффект 31 года;
- Гай Меммий Юниан (умер после 56), член эдильской коллегии в 56 году;
- Гай Меммий Регул (умер после 65), консул 63 года и сын консула-суффекта 31 года;
- Сенецион Меммий Афр (умер после 99), консул-суффект 99 года;
- Марк Меций Меммий Фурий Бабурий Цецилиан Плацид (умер после 347), консул 343 года;
- Квинт Аврелий Меммий Симмах Юниор — консул 485 года.